# Paruline à flancs marron
Setophaga pensylvanica
Espèce
Statut de conservation UICN

 LC  : Préoccupation mineure
La Paruline à flancs marron (Setophaga pensylvanica, anciennement Dendroica pensylvanica) est une espèce de passereaux appartenant à la famille des Parulidae.

## Répartition

zone de nidification
zone d'hivernage